# 日テレ系秋まつり
日テレ系秋まつり（にってれけいあきまつり）は、2006年10月9日に、日本テレビ系列の早朝から夕方までのワイド番組を対象とした企画の総称である。
それぞれの番組の中で100万円相当のプレゼントが当たるキーワードが発表されたが、『ラジかるッ』が関東ローカル番組であることや、系列局でネットされていない番組・時間帯があり、日本テレビを除く系列局では全てのキーワードを埋めることができなかった。
2007年3月21日には第2弾『日テレ系春まつり』、2007年10月8日には第3弾『日テレ系秋祭り おもいッきりイイ秋!!みつけた』、2008年春には第4弾、2008年10月13日には第5弾『日テレ系女たちの秋祭り』、2009年4月29日には第6弾『日テレ系春祭り! おもいッきり昭和でDON!』、2009年10月12日には第7弾『日テレ系秋のうまいもの祭り』が企画された。

## 第1部 ズームイン!!SUPER
『ズームイン!!SUPER』（5:20 - 8:00）
- 出演：羽鳥慎一（日本テレビアナウンサー）、西尾由佳理（日本テレビアナウンサー） ほか
  - 途中ネット飛び降り：四国放送
  - 途中ネット飛び乗り：札幌テレビ、中京テレビ放送、山口放送、福岡放送
  - ネットなし：テレビ宮崎
- 1部・2部のオープニングで企画の内容が発表された。
- また、2部のオープニングには『スッキリ!!』の加藤浩次が天気予報をしながら登場
- エンディングでは『スッキリ!!』のメンバーが全員登場した。そして、キーワードを発表し全員で“ズームイン”ポーズをとって終了した。内容は通常の内容で放送された。

## 第2部 スッキリ!!
『スッキリ!!』（8:00 - 9:55）
- 出演：加藤浩次、テリー伊藤、阿部哲子（日本テレビアナウンサー） ほか
  - ネットなし
    - フジテレビ制作『情報プレゼンター とくダネ!』をネットのため：テレビ大分、テレビ宮崎
    - テレビ朝日制作『スーパーモーニング』をネットのため：山梨放送、北日本放送（当時）、福井放送、四国放送（当時）、高知放送（当時）
- “ズームイン”ポーズ後、そのまま右上にロゴが出て接続。OPからVTRまでのおおよそ4分は、マイスタジオから放送し、スタジオ入りした。
- エンディングには、羽鳥と中山秀征、みのもんた、草野仁が登場して「今日の占い スッキリBOX」を行った。内容は通常の内容で放送された。

## 第3部 ラジかるッ
『ラジかるッ』（9:55 - 11:25）
- 出演：中山秀征、賀集利樹、宮崎宣子（日本テレビアナウンサー） ほか
  - ネットなし：日本テレビ以外全て（関東ローカル番組のため）。
- オープニングとエンディングは司会の中山がスタジオ移動中は、代理司会に同番組月曜コメンテーターの岡田圭右（ますだおかだ）が担当。
- 青春リクエストに、みの、草野、加藤、羽鳥がゲスト出演。その他の内容は通常の内容で放送された。
- エンディングは、中山を含め『おもいッきりテレビ』のスタジオに移動。5人揃って“ラジかるッ”ポーズをした。そのまま告知が入った。

## 第4部 午後は○○おもいッきりテレビ
『午後は○○おもいッきりテレビ』（12:00 - 13:55）
- 出演：みのもんた、高橋佳代子
  - 途中ネット飛び降り：秋田放送、福井放送、山梨放送、四国放送[3]
  - ネットなし：テレビ大分、テレビ宮崎（両局ともフジテレビ制作『笑っていいとも!』をネットのため）
- 12:00のスタートとともに、みのと高橋、そして羽鳥、加藤、中山、草野がオープニングの「みのカメ」と、エンディングに出演した。その後（普段の「おもいッきりテレビ また明日」の画面とワイドの予告部）、5人の一斉移動のシーンがカメラに写された。内容は通常の内容で放送された。

## 第5部 ザ・ワイド
『ザ・ワイド 』（13:55 - 15:50）
- 出演：草野仁、森富美（日本テレビアナウンサー）
  - ネットなし：テレビ大分、テレビ宮崎（両局とも別番組放送のため。）
- オープニングでは羽鳥、加藤、中山、みの、草野が出演した。内容は通常の内容で放送された。